# مارتن باربيرو
مارتن باربيرو (بالإسبانية: Jesús Martín-Barbero)‏ (و. 1937  م) هو عالم اجتماعي، وباحث، ومدرس، وكاتب من إسبانيا، وكولومبيا، ولد في آبلة.